# Peta Ruger
Pedro Leandro Rüger, (Buenos Aires, 15 de septiembre de 1977) más conocido como Peta, es un cocinero, creador de contenido y conductor destacado en la gastronomía paraguaya por ser el primer YouTuber cocinero de dicho país. Creador del canal “En el Horno con Peta” con más de 500 vídeos pensados exclusivamente para esta plataforma. Desde el año 2020 conduce La Comanda en Paraguay TV. 

## Reseña biográfica
Peta es Licenciado en Ciencias de la Comunicación, trabajó en un hotel compartiendo con chefs y cocineros que le llamaron la atención. De ahí dio el salto de cambiar al rubro gastronómico. En 2013, trabajó en un restó llamado Victorino, del jugador Víctor Pecci, que luego de unos años se cerró. Durante el último período comenzó a hacer videos en YouTube, sin embargo, lo que para Peta era una oportunidad de visibilizar el restaurante en ese momento, se convirtió en lo que sería su futuro laboral, al cual hoy se dedica plenamente.
En 2019 participó de un reality show de cocina, Masterchef Paraguay. Poco después de su eliminación, viajó con otros cocineros paraguayos e hicieron dos noches paraguayas —una en La Coruña y otra en Praga— para compatriotas y extranjeros.
Compartió en televisión y en clases de cocina con personalidades nacionales o internacionales, como Leryn Franco en el programa Entrená con Leryn en Tigo Sports y Maru Botana.
Desde el año 2020, conduce un programa llamado La Comanda emitido en Paraguay TV, donde muestra las historias detrás de los platos icónicos de distintos locales gastronómicos del país.